# Samuel K. Skinner
Samuel Knox Skinner, född 10 juni 1938 i Chicago, är en amerikansk republikansk politiker, jurist och affärsman. Han tjänstgjorde som USA:s transportminister 1989-1991 och som Vita husets stabschef 1991-1992 under USA:s president George H.W. Bush.

## Biografi
Skinner avlade 1960 grundexamen vid University of Illinois. Han tjänstgjorde sedan i USA:s armé och avlade 1966 juristexamen vid DePaul University.
Han har haft en framgångsrik karriär som jurist både inom den offentliga och den privata sektorn. Han har också arbetat för IBM på 1960-talet och fått 1967 företagets utmärkelse Outstanding Salesman of the Year för sina förtjänster inom försäljningen.
Han är far till statstjänstemannen Thomas V. Skinner och Fox News-journalisten Jane Skinner.